# Cyclaspis gracialis
Cyclaspis gracialis är en kräftdjursart som beskrevs av Hansen 1908. Cyclaspis gracialis ingår i släktet Cyclaspis och familjen Bodotriidae. Inga underarter finns listade i Catalogue of Life.